# Karel Pražák (politik)
Karel Pražák (* 11. ledna 1945 Záboří[zdroj?]) je český politik, podnikatel, bývalý hokejista a hokejový trenér. V letech 2013 až 2017 byl poslancem Poslanecké sněmovny PČR.

## Sportovní kariéra
Ke sportu se poprvé dostal v Sokole Mirotice, kde hrál fotbal, volejbal a hokej. Během studia střední průmyslové školy v Písku začal hrát za fotbal i hokej za Spartak Písek. Po dvou sezónách přestoupil do Slavoje České Budějovice. Nejvyšší hokejovou ligu dospělých poprvé okusil v závěru sezóny 1962/63, v níž však Slavoj sestoupil do druhé ligy. V budějovickém dresu poté s výjimkou vojny v Dukle Nitra působil nepřetržitě 15 sezón, v nejvyšší lize sehrál 344 utkání a vstřelil 81 gólů, ve II. lize přidal 62 gólů. Za reprezentaci nastupoval za B-tým. V roce 1978 přijal místo vedoucího zimního stadionu v Českých Budějovicích a hráčsky ještě pomáhal Jitexu Písek. V roce 1979 se však stal trenérem ligového Motoru místo odvolaného L. Pejchy a dokázal tým pozvednout z výsledkové krize. V sezóně 1980/81 skončil pod Pražákovým vedením Motor druhý za Vítkovicemi, o titul ho připravilo zrušení nerozhodných výsledků. Karel Pražák trénoval českobudějovický Motor v letech 1979 až 1984, 1984/85 Vítkovice, 1985/86 Duklu Jihlava B se sídlem v Písku, 1986 – 88 znovu Motor, 1989/90 Škodu Plzeň, 1990/91 Schalke Haie Gelsenkirchen a naposledy v roce 1994 HC České Budějovice. Od roku 1991 v Českých Budějovicích působil jako manažer, v roce 1994 se přesunul zpět do role trenéra, ovšem kvůli neuspokojivým výsledkům byl odvolán a nabídnuté místo sportovního manažera odmítl se slovy: „To jsem nemohl přijmout, bylo by proti přírodě, aby mě řídili Pouzar se Šatavou.“ Později se stal pravidelným komentátorem a kritikem hokejových poměrů v Českých Budějovicích v pravidelném sloupku na stránkách regionální mutace deníku Právo.

## Působení v politice
Po sametové revoluci několik let předsedal českobudějovické ODS, ale po roce 1994 se z politiky kvůli podnikání na nějakou dobu stáhl. V roce 2002 kandidoval do městského zastupitelstva Českých Budějovic jako člen SNK ED, mandát však nezískal. O 4 roky později kandidoval znovu neúspěšně jako bezpartijní na kandidátní listině Nezávislí pro lidi, pro město. V komunálních volbách v roce 2014 kandidoval jako nestraník za hnutí Úsvit přímé demokracie na kandidátce subjektu "Úsvit pro Budějovice" do Zastupitelstva města Českých Budějovic, ale neuspěl.
V roce 2012 pak kandidoval do krajského zastupitelstva Jihočeského kraje jako bezpartijní na kandidátní listině Věcí veřejných opět bez zisku mandátu.
Ve volbách do Poslanecké sněmovny PČR v roce 2013 kandidoval jako člen VV v Jihočeském kraji jako lídr Úsvitu přímé demokracie Tomia Okamury a byl zvolen poslancem. Na začátku dubna 2015 však z Poslaneckého klubu hnutí Úsvit přímé demokracie vystoupil, dále chtěl působit jako nezařazený poslanec. Učinil tak po dlouhodobých sporech uvnitř hnutí Úsvit. Svůj odchod odůvodnil tím, že nechce být spojován s nesrozumitelnými a pro někoho neprůhlednými procesy, aby nemohla být nikým zpochybňována osobní důvěryhodnost člena zákonodárného sboru.
Ve volbách do Poslanecké sněmovny PČR v roce 2017 již nekandidoval.